# Chrysocyon
Chrysocyon és un gènere de mamífers carnívors de la família dels cànids. Conté una espècie vivent, el llop de crinera (C. brachyurus), que viu a Sud-amèrica, i una d'extinta, C. nearcticus, que visqué a Nord-amèrica durant el Plistocè inferior. Els representants d'aquest grup tenen una ràtio radi/tíbia de més del 90% i les potes força llargues, atès que la suma de la llargada de l'húmer i el radi supera el 50% de la llargada de cap a gropa. El paladar és més curt que la filera de dents (un caràcter primitiu en comparació amb altres canins sud-americans).